# Opętanie (film 1943)
Opętanie (wł. Ossessione) – włoski dramat filmowy z 1943 roku w reżyserii Luchina Viscontiego. Adaptacja amerykańskiej powieści Listonosz zawsze dzwoni dwa razy (1934) autorstwa Jamesa M. Caina. 
Film został po prapremierze zakazany przez państwową cenzurę. Później okrzyknięto go dziełem dającym początek włoskiemu neorealizmowi filmowemu.

## Fabuła
Młoda mężatka zakochuje się z wzajemnością w mężczyźnie, który w poszukiwaniu pracy podróżuje po kraju. Uczucie to popycha zakochanych do zbrodni. Jednak popełnione przestępstwo niszczy ich związek i prowadzi do katastrofy w finale.

## Obsada
- Clara Calamai – Giovanna Bragana
- Massimo Girotti – Gin Costa
- Juan de Landa – Giuseppe Bragana
- Mario Besesti – Giuseppe Bragana (głos)
- Dhia Cristiani – Anita
- Vittorio Duse – detektyw
- Michele Riccardini – Don Remigio
- Elio Marcuzzo – Hiszpan
- Michele Sakara – dziecko

## Produkcja
Zdjęcia kręcono w Ankonie, Ferrarze i okolicach (Comacchio, Codigoro) oraz w Canaro nad rzeką Pad (prowincja Rovigo).